# Relaciones México-Tanzania
Las naciones de México y Tanzania establecieron relaciones diplomáticas en 1973. Ambas naciones son miembros de las Naciones Unidas.

## Historia
México y Tanzania establecieron relaciones diplomáticas el 19 de febrero de 1973. Ese mismo año, México abrió una embajada en Dar es-Salam.
En 1974, el secretario de Relaciones Exteriores de México, Emilio Óscar Rabasa, realizó una visita a Tanzania. En abril de 1975, el presidente de Tanzania, Julius Nyerere, realizó una visita oficial de seis días a México. Durante su visita, se reunió con el presidente Luis Echeverría y discutieron los asuntos que enfrentaban África en ese momento. Además, el presidente Nyerere pidió a México que asumiera un papel activo ayudando a Tanzania a construir su nueva capital en Dodoma, permitiendo a arquitectos, planificadores y estudiantes venir de Tanzania y estudiar en universidades mexicanas y para que técnicos mexicanos viajaran a Tanzania para trabajar en el desarrollo de proyectos para la nueva capital.
En julio de 1975, el presidente mexicano Luis Echeverría realizó una visita de estado de cuatro días a Tanzania. Durante la visita, el presidente Echeverría visitó el Parque nacional Serengueti y la nueva capital de Dodoma. Ambas naciones firmaron un acuerdo para aumentar las becas de hasta 30 estudiantes para estudiar en cada nación y para que México aumente la asistencia financiera a los henequénes tanzanos.
En 1980, México cerró su embajada en Tanzania debido a restricciones financieras. En 1981, el presidente Nyerere regresó a México para asistir a la Cumbre Norte-Sur en Cancún. El presidente Nyerere volvería a México en 1986.
En diciembre de 2006, el Primer ministro de Tanzania, Edward Lowassa y el vicepresidente tanzano Mohamed Gharib Bilal asistieron a la ceremonia de inauguración del presidente mexicano Felipe Calderón. En 2008, el vicepresidente tanzano, Ali Mohamed Shein y el ministro de Salud, David Mwakyusa, visitaron México para asistir a la Conferencia Internacional sobre el SIDA.
En 2009, México fue la primera nación de América Latina en ser invitada a asistir y presentarse en el Festival Internacional de Cine de Zanzíbar. En abril de 2013, la subsecretaria de Relaciones Exteriores de México, Lourdes Aranda Bezaury, realizó una visita a Tanzania para promover la candidatura a la Organización Mundial de la Salud para el Dr. Herminio Blanco.

## Visitas de alto nivel

El Presidente de Tanzania, Julius Nyerere, asistiendo a la Cumbre Norte-Sur en Cancún junto con su homólogo mexicano, el presidente José López Portillo; 1981.

Visitas de alto nivel de México a Tanzania
- Secretario de Relaciones Exteriores Emilio Óscar Rabasa (1974)
- Presidente Luis Echeverría (1975)
- Subsecretaria de Relaciones Exteriores Lourdes Aranda Bezaury (2013)

Visitas de alto nivel de Tanzania a México
- Presidente Julius Nyerere (1975, 1981, 1986)
- Primer Ministro Edward Lowassa (2006)
- Vicepresidente Mohamed Gharib Bilal (2006, 2012)
- Vicepresidente Ali Mohamed Shein (2008)
- Ministro de Salud David Mwakyusa (2008)

## Acuerdos bilaterales
Ambas naciones han firmado algunas acuerdos bilaterales como un Acuerdo de Cooperación Agrícola (1975); Acuerdo Comercial (1975); Acuerdo de Cooperación en Salud (2007); y un Memorándum de Entendimiento para el Establecimiento de un Mecanismo de Consulta en Asuntos de Interés Mutuo (2008).

## Comercio
En 2023, el comercio entre México y Tanzania ascendió a $15.9 millones de dólares. Los principales productos de exportación de México a Tanzania son: artículos de hierro o acero, medicamentos, discos, cintas y otros soportes de grabación de sonido; maquinaria, teléfonos y teléfonos móviles, extracto de malta, y tractores. Las principales exportaciones de Tanzania a México son: semillas, frutos y esporas para siembra; prendas de vestir, circuitos electrónicos integrados, partes y aparatos para proteger circuitos eléctricos, cables y alambres eléctricos, aceites vegetales, pieles, y piedras preciosas.

## Misiones diplomáticas
- México está acreditado ante Tanzania a través de su embajada en Nairobi, Kenia y mantiene un consulado honorario en Dar es-Salam.[8]
- Tanzania está acreditada ante México a través de su embajada en Washington D. C., Estados Unidos.[9]